# 銭天一
銭天一（チェン ティエンイ、せん てんいつ、Qian Tianyi、2000年1月23日 - ）は、中国の卓球選手。2018年、世界ジュニア卓球選手権の女子シングルスで優勝した。

## 主な戦績
2018年
- 世界ジュニア卓球選手権 女子シングルス 優勝、女子団体 優勝

2019年
- ITTFワールドツアーオーストリアオープン 女子シングルス 3位

2021年
- 世界卓球選手権 女子ダブルス 3位（陳夢ペア）